# Vulpia antucensis
Vulpia antucensis är en gräsart som beskrevs av Carl Bernhard von Trinius. Vulpia antucensis ingår i släktet ekorrsvinglar, och familjen gräs. Inga underarter finns listade i Catalogue of Life.